# وريد رئوي

الأوردة الرئوية الأربع باللون الأحمر وتظهور الصورة اتصالها بالأذين الأيسر.

الوريد الرئوي وعاء دموي في جهاز الدوران ينقل الدم من الرئتين إلى الأذين الأيسر في القلب.
ولدى الإنسان أربع أوردة رئوية . وعلى غير المألوف، تنقل الأوردة الدموية الدم المؤكسد في حين الشرايين الرئوية الدم غير المؤكسد. حيث أن أغلب أوردة الجسم تتولى نقل الدم غير المؤكسد.

وكان ابن النفيس أول من اكتشف الأوردة الرئوية وعرف وظيفتها في كتابه شارح تشريح القانون.حيث كتب في كتابه المذكور آنفا 

## معرض صور

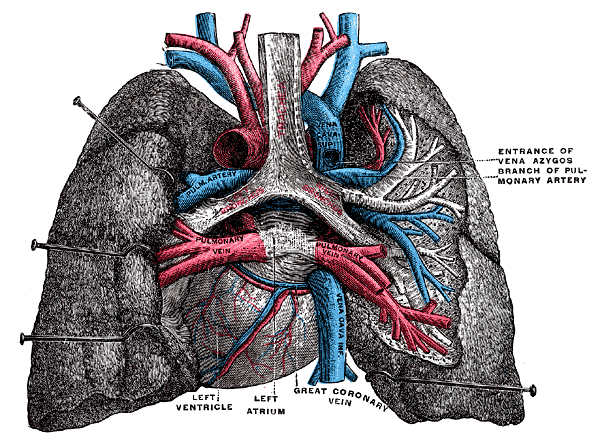
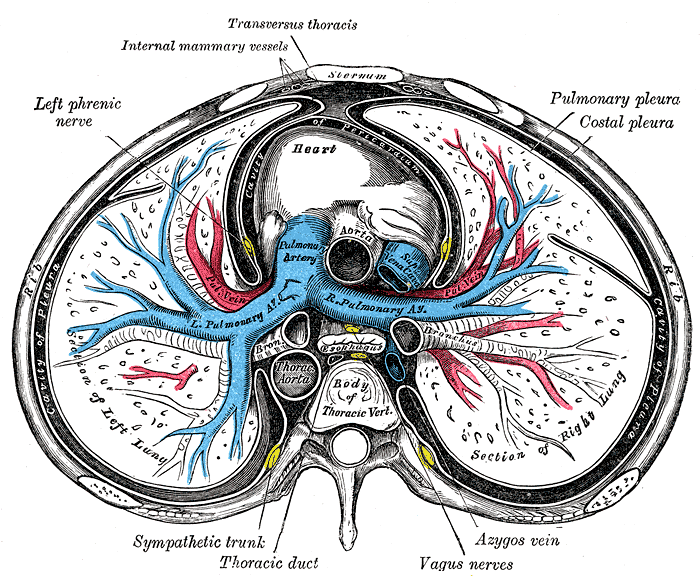
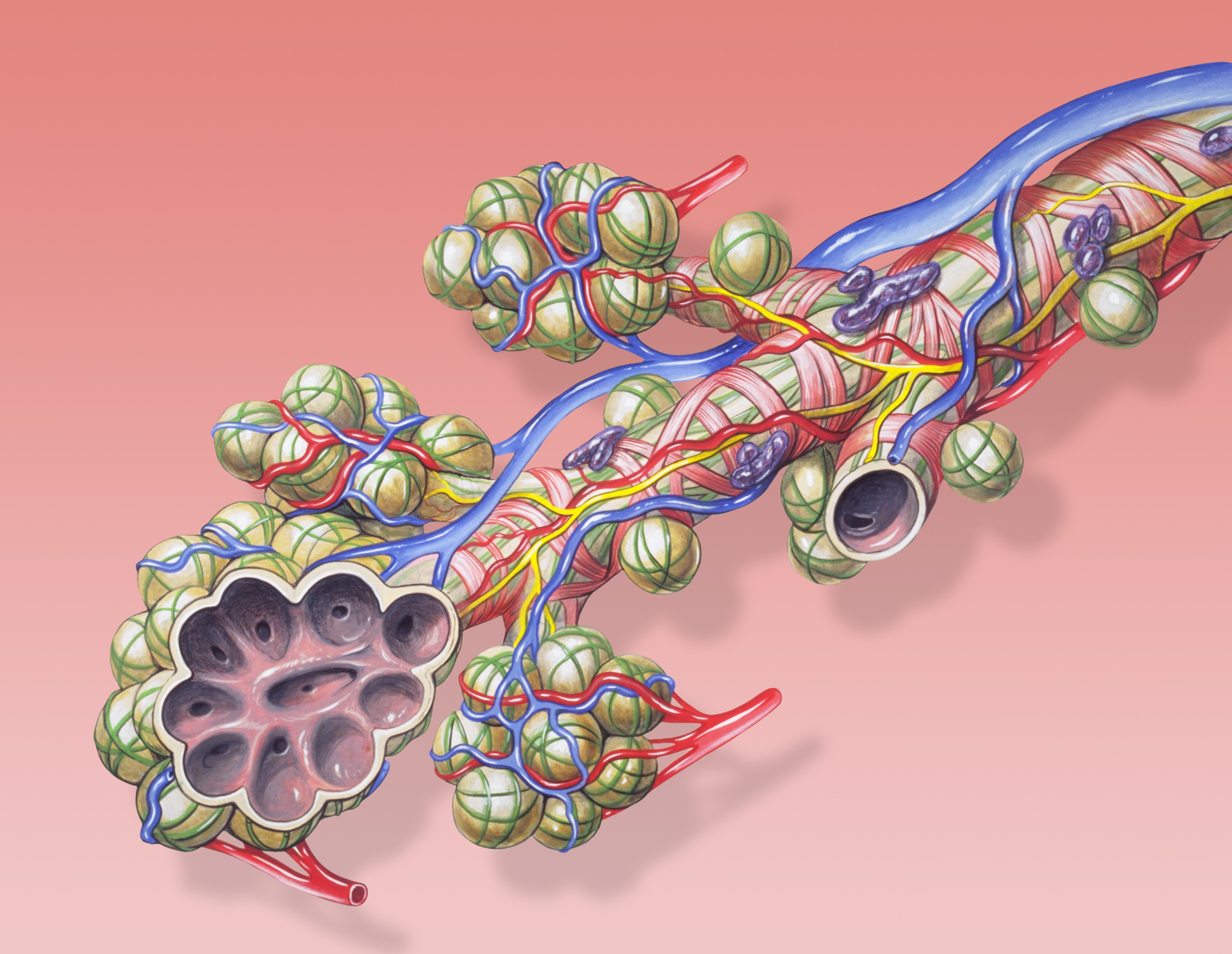
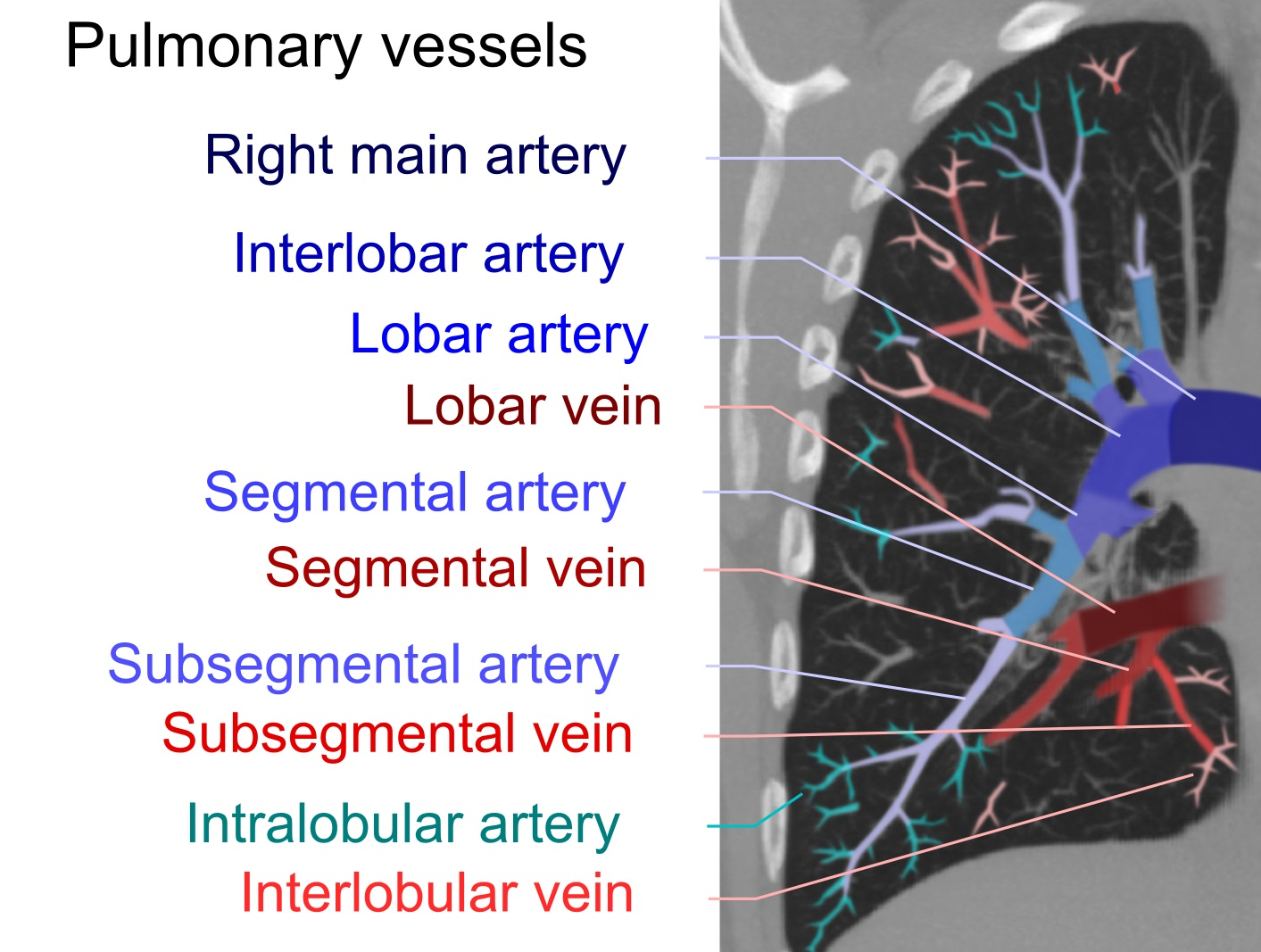

## الأوردة الأربعة
1. الوريد الرئوي العلوي الأيسر
2. الوريد الرئوي السفلي الأيسر
3. الوريد الرئوي العلوي الأيمن
4. الوريد الرئوي السفلي الأيمن

## طالع
شذوذ اتصال الأوردة الرئوية للطبيب جواد أبو حطب